# Степнянский сельский округ
Степнянский сельский округ — административно-территориальная единица Кущёвского района Краснодарского края России.
Административный центр — станица Кущёвская (не входит в её состав).

## История
Степнянский сельский округ был образован в 1993 году на месте Степнянского сельсовета.
В 2005 году в результате муниципальной реформы территория Степнянского сельского округа вошла в состав Кущёвского сельского поселения, за исключением посёлка Ровного, переданного в Глебовское сельское поселение.
Последний раз Степнянский сельский округ упоминается при Всероссийской переписи населения 2010 года. Согласно Уставу муниципального района, учитывающему особенности административно-территориального устройства района, территория сельского округа разделена между двумя сельскими поселениями как административно-территориальными единицами района, то есть посёлок Ровный учитывается в Глебовском сельском поселении (Глебовский сельский округ), остальные — в Кущёвском сельском поселении (Кущёвский сельский округ).
В ОКАТО, Росстате и действующем законе об установлении границ административно-территориальных единиц Кущёвского района, сельский округ продолжает выделяться как административно-территориальная единица района.

## Населённые пункты
В составе Степнянского сельского округа учитываются 6 населённых пунктов:
| № | Населённый пункт | Тип населённого пункта | Население (чел.) |
| - | ---------------- | ---------------------- | ---------------- |
| 1 | Мирный           | посёлок                | ↘224             |
| 2 | Новоивановское   | село                   | ↘501             |
| 3 | Ровный           | посёлок                | 185              |
| 4 | Садовый          | посёлок                | ↘332             |
| 5 | Северный         | посёлок                | ↗321             |
| 6 | Степное          | село                   | ↘501             |